# Capelleta de Sant Joan (Tortosa)
La capelleta de Sant Joan és una capelleta encastada en una façana de Tortosa (Baix Ebre) i inclosa a l'Inventari del Patrimoni Arquitectònic de Catalunya.

## Descripció
Capelleta és situada quasi al punt central superior de la planta baixa de la casa que es troba al número 75 del carrer Barcelona (eix principal dels ravals de Caputxins i de la Llet), a la façana que dona precisament en aquest carrer. El conjunt d'aquesta té una alçada d'uns 1,30 m per una amplada d'1 m, i es pot analitzar en funció de dos elements ben definits: per una part l'espai on es troba la imatge de Sant Joan, fornícula dibuixada a la seva part superior per un arc de mig punt i tancada per una porta de vidre (la imatge del sant és de petites dimensions i no presenta cap element formal a destacar: escultura de talla naturalista però de gran rigidesa), mentre que, l'emmarcament de la capelleta-fornícula, presenta una profusa ornamentació. Així, se situà dues quasi cornises de línies rectes, bastant similars. Ambdues, amb un registre horitzontal de motius de fulles entrecreuades, recolzant-se, a la part baixa de la cornisa, en unes petites mènsules, també esculpides, mentre que pels laterals verticals, lligant les dues quasi cornises, hi ha dues columnes, una per banda, amb basament, fust llis i capitell corinti. Aquesta capelleta no deixa d'ésser un cos estrany a la façana on es troba.

## Història
Aquesta capelleta de Sant Joan fou construïda després de la Guerra Civil, coincidint amb les primeres celebracions de les Festes Majors. Encara que la façana de la casa on es troba ha sofert modificacions, la capelleta no ha estat mai transformada.